# إريك غاوو
إريك غاوو (بالفرنسية: Eric Gawu)‏ (مواليد 10 نوفمبر 1987) هو لاعب كرة قدم غاني دولي سابق.

## المسيرة الرياضية مع الأندية
كان موسمًا جيدًا للغاية عند كينغ فيصل بيبز في موسم 2004-05 في غانا لكنه لم يستقر عندما انتقل إلى نادي هارتس أوف أوك مقابل 160،000 دولار أمريكي. لقد مر إيريك غاوو بفترات حادة لم يقدم فيها مستواه المعهود مما اضطر مشجعي هارتس أوف أوك إلى التساؤل عما إذا كان قرار إدارة النادي بالتعاقد معه حكيم. في عام 2007 كان نادي ساراييفو يرغب في التعاقد معه خاصة أن النادي البوسني كان يتابعه منذ عقداً من الزمن. في 3 فبراير 2006 انتقل إلى نادي السد في دوري نجوم قطر وعاد بعدها عام واحد إلى ناديه السابق هارتس أوف أوك.

## المسيرة الرياضية مع المنتخب
عضو في منتخب غانا الأولمبي من 2003 إلى 2004 وقد لعب لصالح منتخب غانا في مناسبة قليلة.

## الإنجازات
- هارتس أوف أوك
  - الدوري الغاني الممتاز (1): 2009